# MT Haven
MT-Haven — супертанкер, в 1991 году взорвавшийся и позже затонувший у берегов Генуи, Италия. Судно было загружено 144,000 тоннами (1 млн баррелей) сырой нефти. Во время катастрофы погибло шесть человек экипажа, а в Средиземное море было выброшено до 50000 тонн сырой нефти.

## История
MT Haven (первоначально названный Amoco Milford Haven) был построен в Кадисе, Испания, и являлся кораблём-близнецом судна Амоко Кадис, затонувшего в 1978 году. Спущенный на воду в 1973 году, он работал в различных маршрутах доставки нефти с Ближнего Востока и Персидского залива. В 1987 году, во время Ирано-иракской войны, в MT Haven попала одна из ракет, в то время когда он находился в Персидском заливе. Переоборудованный в Сингапуре, MT Haven доставлял нефть из Иранского терминала на острове Харк в порты Средиземного моря.

## Катастрофа
11 апреля 1991 года загруженный 230 000 тонн сырой нефти MT Haven находился около плавучей платформы Multedo, в семи милях от побережья Генуи, Италия. Слив 80000 тонн нефти, он был отсоединён от платформы для плановой внутренней операции перераспределения нефти из двух боковых резервуаров в центральный.
Позже, описывая произошедшее, старший помощник капитана Донатос Лилис (Donatos Lilis) сказал:
«Я услышал очень громкий шум, как будто железные прутья бились друг о друга. Похоже, крышка насоса была сломана. Затем был ужасный взрыв.»
Пять членов экипажа погибли сразу же, как вспыхнул пожар, нефть начала течь из корпуса, как из перегретой кастрюли. После того как судно загорелось, пламя поднялось до 100 м в высоту, и, после серии дальнейших взрывов, примерно 30-40 тысяч тонн нефти вылилось в море.
Итальянские власти действовали быстро — в тушении пожара приняли участие сотни спасателей, для контроля за утечкой вокруг судна были установлены надувные барьеры длиной около 10 км. На следующий день MT Haven попытались отбуксировать ближе к берегу в стремлении локализовать площадь пострадавших районов и упростить операцию по устранению последствий.
Но скоро стало ясно, что у корабля произошёл разлом в корпусе и носовая часть отделилась и затонула.
14 апреля вся основная 250-метровая часть корпуса погрузилась под воду в полутора милях от побережья, между Аренцано и Варацце.

## После затопления
Спустя некоторое время после затопления обломки танкера были обследованы с помощью мини-субмарины, и было обнаружено, что кормовая часть находится на скалистом выступе. Был сделан вывод, что большинство из оставшихся 80000 тонн сырой нефти сгорело или оказалось на поверхности. Большая часть нефти на поверхности могла быть собрана, а та, что осталось под водой, находится в твёрдом состоянии. В течение последующих 12 лет средиземноморское побережье Италии и Франции страдало от нефтяного загрязнения, особенно в окрестностях Генуи и южной Франции.
Катастрофа MT Haven является одним из крупнейших кораблекрушений в море. Останки судна находятся на глубине 33-83 метров у берегов Генуи, что делает его популярным туристическим объектом для дайверов.